# Impatiens robusta
Impatiens robusta är en balsaminväxtart som beskrevs av Joseph Dalton Hooker. Impatiens robusta ingår i släktet balsaminer, och familjen balsaminväxter. Inga underarter finns listade i Catalogue of Life.